# Open di Francia 2012 - Singolare maschile in carrozzina
Maikel Scheffers era il detentore del titolo ma è stato battuto ai quarti dal giapponese Shingo Kunieda che ha perso in finale contro Stéphane Houdet.

## Teste di serie
1. Maikel Scheffers (quarti di finale)
2. Stéphane Houdet (campione)

## Tabellone

### Legenda
| - Q = Qualificato - WC = Wild card - LL = Lucky loser | - ALT = Alternate - SE = Special Exempt - PR = Protected Ranking | - w/o = Walkover - r = Ritirato - d = Squalificato |

|  | Quarti di finale  | Quarti di finale  | Quarti di finale  | Quarti di finale | Quarti di finale |  |  | Semifinali     | Semifinali      | Semifinali      | Semifinali      | Semifinali |   |   | Finale | Finale         | Finale | Finale | Finale |  |
|  |                   |                   |                   |                  |                  |  |  |                |                 |                 |                 |            |   |   |        |                |        |        |        |  |
|  | 1                 | Maikel Scheffers  | 2                 | 7                | 4                |  |  |                |                 |                 |                 |            |   |   |        |                |        |        |        |  |
|  |                   | Shingo Kunieda    | 6                 | 6(1)             | 6                |  |  | Shingo Kunieda | Shingo Kunieda  | Shingo Kunieda  | 6               | 6          |   |   |        |                |        |        |        |  |
|  | Michael Jeremiasz | Michael Jeremiasz | 2                 | 6                | 2                |  |  | Stefan Olsson  | Stefan Olsson   | Stefan Olsson   | 0               | 2          |   |   |        |                |        |        |        |  |
|  | Stefan Olsson     | Stefan Olsson     | 6                 | 3                | 6                |  |  |                |                 |                 |                 |            |   |   |        | Shingo Kunieda | 2      | 6      | 6      |  |
|  | Robin Ammerlaan   | Robin Ammerlaan   | Robin Ammerlaan   | 2                | 2                |  |  |                |                 | 2               | Stéphane Houdet | 6          | 2 | 7 |        |                |        |        |        |  |
|  | Ronald Vink       | Ronald Vink       | Ronald Vink       | 6                | 6                |  |  |                | Ronald Vink     | Ronald Vink     | 1               | 3          |   |   |        |                |        |        |        |  |
|  |                   | Frédéric Cattaneo | Frédéric Cattaneo | 1                | 0                |  |  | 2              | Stéphane Houdet | Stéphane Houdet | 6               | 6          |   |   |        |                |        |        |        |  |
|  | 2                 | Stéphane Houdet   | Stéphane Houdet   | 6                | 6                |  |  |                |                 |                 |                 |            |   |   |        |                |        |        |        |  |